# Virum Gymnasium
Virum Gymnasium eller VG er et alment gymnasium, der blev grundlagt i 1957 under navnet Virum Statsskole, beliggende i Virum i Lyngby-Taarbæk Kommune. Det er tegnet af den danske arkitekt Thomas Havning.
Virum Basketball Klub blev grundlagt som Virum Statsskoles Basketball Klub samme år, som gymnasiet åbnede.
I 2007 blev gymnasiet selvejende.
Den danske forfatter Ole Hyltoft har været ansat på Virum Gymnasium.